# Okosóra

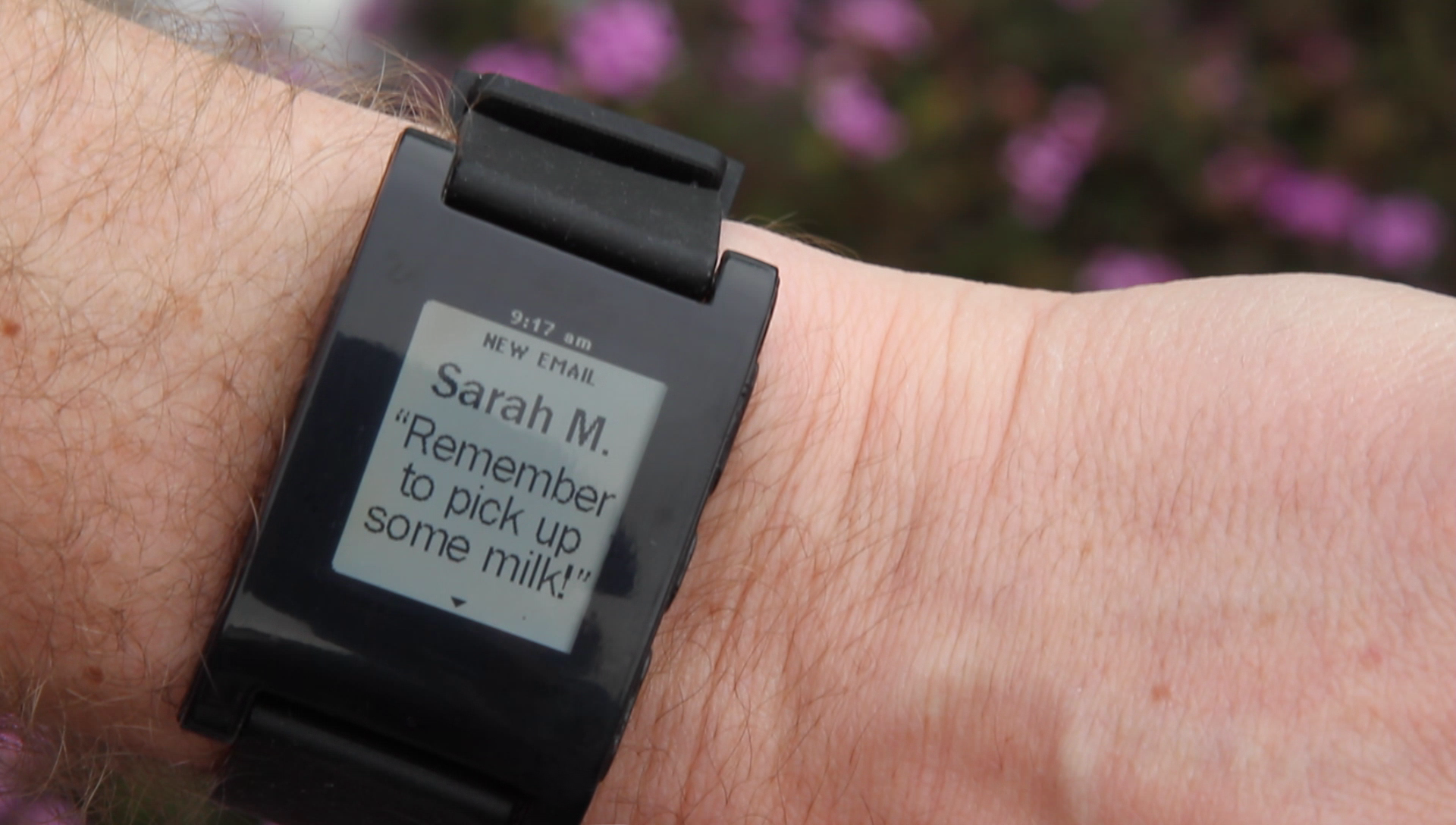
Pebble, egy 2013-ban bemutatott okosóra, amely bluetooth-on keresztül kommunikál mobiltelefonokkal

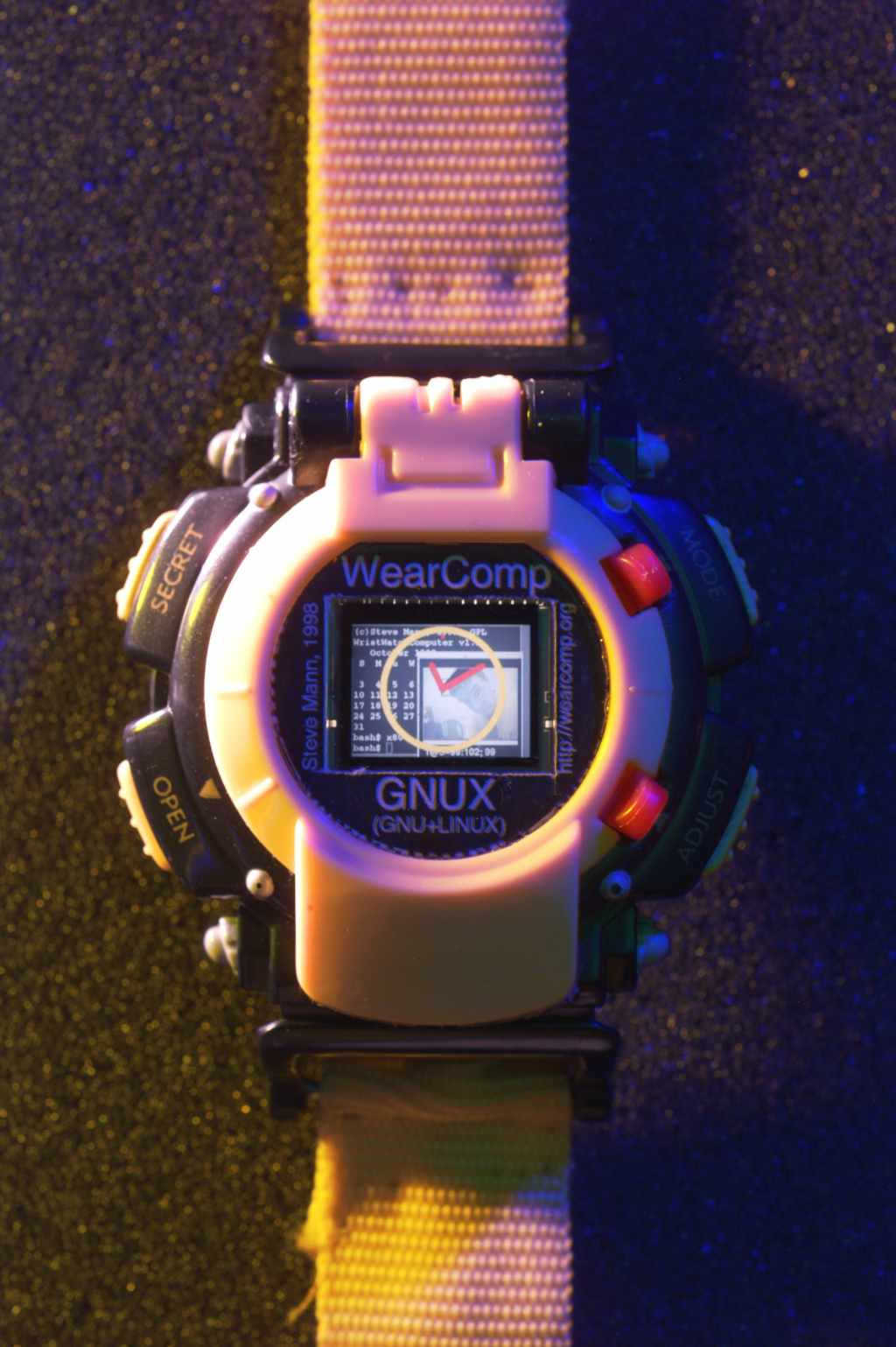
Az első Linux okosórát 2000. február 7-én mutatták be, ahol a bemutató Steve Mannt a "hordható számítógépek atyjának" nevezték"

Az okosóra egy számítógépesített karóra, amely az idő mutatásán kívül számos funkcióval bír, és gyakran hasonlítják a PDA-khoz. Míg a korai modellek még csak olyan alapfunkciókkal rendelkeztek, mint a számológép, a fordítás vagy játékok, a modern okosórák már egyfajta hordható számítógépként funkcionálnak. Sokukon működnek okostelefon-alkalmazások, némelyiknek mobil operációs rendszere is van és akár hordozható médialejátszó, FM rádió, audio- és videofájlok lejátszására képesek bluetooth headset használatával. Egyes modellek a mobiltelefonok minden funkcióját képesek használni, még hívást fogadni, kezdeményezni is lehet velük.
Az okosóra nagy előnye, hogy bármikor cserélhető az óra kinézete, tehát akár minden nap máshogy nézhet ki. Az okosórák másik nagy előnye, hogy a beépített GPS nyomkövető segítségével bármikor követi tudjuk gyermekünk útját, de akár videóhívást is indíthatunk. 

## Fejlesztés alatt álló okosórák

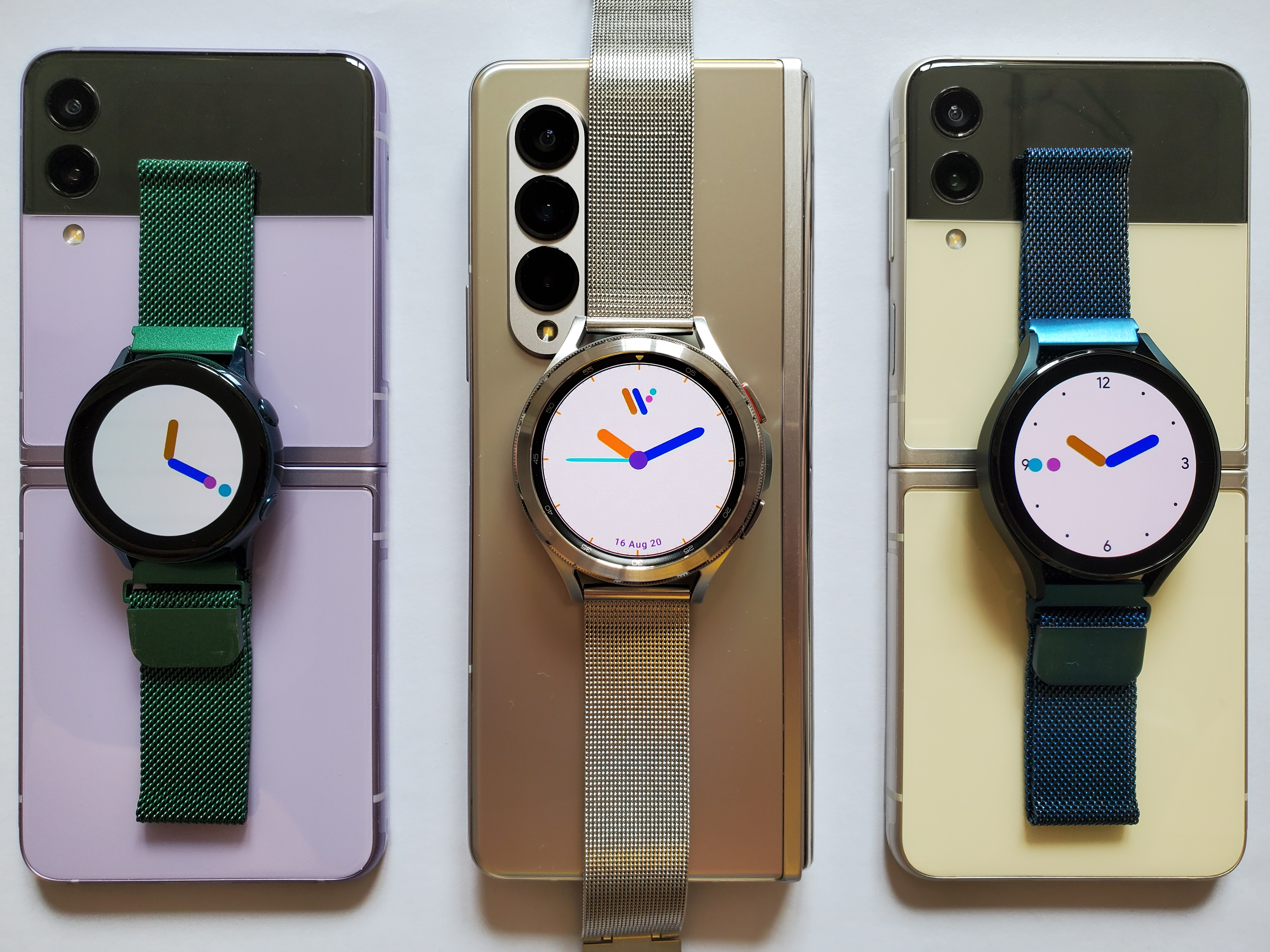
Samsung Galaxy Watch

- Motorola Mobility: a Motorola 2014. március 18-án jelentette be a cég legújabb okosóráját, a Moto 360-at. 2014 nyarától elérhető az Egyesült Államokban.[8]
- Asus: 2014 januárjában az Asus bejelentette, hogy 2014-ben belép az okosórák piacára. Első okosórájukat 2014. szeptember 3-án mutatták be Berlinben.[9]

## Gyártott okosórák
| Smart watches                          | Company         |
| -------------------------------------- | --------------- |
| Cogito Pop                             | Cogito          |
| Cogito Classic                         | Cogito          |
| Sony SmartWatch                        | Sony            |
| SmartWatch 2                           | Sony            |
| Qualcomm Toq                           | Qualcomm        |
| Pebble                                 | Pebble          |
| Wearing Digital WEDA (Slap Band)       | Wearing Digital |
| Ruputer                                | Seiko           |
| Timex Datalink                         | Timex Group USA |
| Garmin Forerunner                      | Garmin          |
| NikeFuel                               | Nike, Inc.      |
| WIMM One                               | Wimm Labs       |
| Motorola Motoactv                      | Motorola Inc.   |
| Motorola Moto 360                      | Motorola Inc.   |
| MetaWatch Strata                       | Meta Watch, Ltd |
| Samsung Galaxy Gear                    | Samsung         |
| Samsung Gear 2, Gear Neo, and Gear Fit | Samsung         |
| Kreyos Meteor                          | Kreyos          |
| GEAK Watch                             | ?               |
| i'm Watch                              | i'm S.p.A       |
| HOT Watch                              | ?               |
| Omate TrueSmart                        | Omate           |
| Z1 Android Watch-Phone                 | ?               |
| Fashion S9110                          | ?               |
| LG GD910 (korlátozott példányszám)     | LG              |
| Hyundai MB 910                         | Hyundai         |
| ANDROID SmartWatch                     | ?               |
| LG G Watch                             | LG              |
| Samsung Gear Live                      | Samsung         |
| Samsung Gear S                         | Samsung         |
| ZeFit                                  | MyKronoz        |
| ZeSplash                               | MyKronoz        |
| ZeWatch2                               | MyKronoz        |

## Fordítás
Ez a szócikk részben vagy egészben  a   Smartwatch című angol Wikipédia-szócikk fordításán alapul.  Az eredeti cikk szerkesztőit annak laptörténete sorolja fel. Ez a jelzés csupán a megfogalmazás eredetét és a szerzői jogokat jelzi, nem szolgál a cikkben szereplő információk forrásmegjelöléseként.

## Külső hivatkozások
- MyKronoz okosórák
- Cogito okosórák